# Hammarvallen
Hammarvallen är Norrahammars GIS idrottsplats. Idrottsplatsen är belägen på Norrahammars östra höjder. I direkt anslutning till Hammarvallen ligger Norrahammars sportcenter med simhall, sporthall och tennishall. På anläggningen finns tre fotbollsplaner och löparbanor för friidrott. Tidigare fanns också en isbana men denna lades ner i början av 1960-talet när Smedjehov skapades.